# Let's Dance (canción de David Bowie)
«Let's Dance» es un sencillo del músico británico David Bowie, de su álbum Let's Dance de 1983. Fue lanzado como primer sencillo del álbum. Stevie Ray Vaughan tocó el solo de guitarra al final de la canción.
Fue uno de los sencillos más vendidos de Bowie, ingresando en el número 5 de la UK Singles Chart la semana de su lanzamiento y permaneciendo en la cima de las listas del país durante tres semanas. También alcanzó la posición número uno en el Billboard Hot 100, permaneciendo en dicha lista durante veinte semanas.

## Posicionamiento en listas
| País           | Lista                         | Posición |
| -------------- | ----------------------------- | -------- |
| Australia      | Kent Music Report             | 2        |
| Austria        | Ö3 Austria Top 40             | 1        |
| Bélgica        | Ultratop 50 Flanders          | 1        |
| Canadá         | RPM                           | 1        |
| Europa         | Eurochart Hot 100             | 1        |
| Finlandia      | Suomen virallinen lista       | 1        |
| Francia        | IFOP                          | 2        |
| Alemania       | Official German Charts        | 2        |
| Irlanda        | IRMA                          | 1        |
| Israel         | Israel Broadcasting Authority | 1        |
| Italia         | FIMI                          | 3        |
| Países Bajos   | Dutch Top 40                  | 1        |
| Países Bajos   | Single Top 100                | 1        |
| Nueva Zelanda  | Recorded Music NZ             | 1        |
| Noruega        | VG-lista                      | 1        |
| Polonia        | LP3                           | 5        |
| España         | AFYVE                         | 4        |
| España         | Los 40 Principales            | 1        |
| Sudáfrica      | Springbok Radio               | 2        |
| Suecia         | Sverigetopplistan             | 1        |
| Suiza          | Schweizer Hitparade           | 1        |
| Reino Unido    | UK Singles Chart              | 1        |
| Estados Unidos | Billboard Hot 100             | 1        |
| Estados Unidos | Billboard Hot Dance/Disco     | 1        |

## Lista de canciones del sencillo
1. "Let's Dance" (Single Version) (David Bowie) – 4:07
2. "Cat People (Putting Out Fire)" (Bowie, Giorgio Moroder) – 5:09

## Vídeoclip
El vídeoclip fue grabado en marzo de 1983 por David Mallet en el Parque nacional Warrumbungle, en el centro-norte de Nueva Gales del Sur (Australia), y algunas ciudades cercanas como Carinda y Coonabarabran. En él, actúan y bailan aborígenes australianos. Al final del vídeo aparece una panorámica de Sídney.